# LAPIS
『LAPIS』（ラピス）は、日本のVOCALOID楽曲の制作者・Junkyと女性歌手・ChouCho（「Junky ∞ ちょうちょ」名義）によるコラボレーション・アルバム。2011年8月24日にdmARTSから発売された。

## 概要
- Junky自身初となるメジャー作品。
- 本作はパワーストーンをテーマにJunkyが書き下ろした新曲5曲に加え、2010年4月にニコニコ動画で発表されたオリジナル楽曲「メランコリック」を含む全8曲が収録されている。ChouChoが全曲のボーカルを担当している[3]。
- ドラマーの淳士、ベーシストのIkuo、ギタリストの[TEST]、八王子Pなどのミュージシャンがアルバム制作に参加した[3]。
- 7曲目の「夕花火」のオリジナルバージョンが2011年1月26日に発売されたオムニバス『未来コココンピィ』に収録されている。

## 収録曲
| 全作詞・作曲: Junky。 |                                     |           |            |         |      |
| #                     | タイトル                            | 作詞      | 作曲・編曲 | 編曲    | 時間 |
| 1.                    | 「トゥインクル」                    | Junky     | Junky      | Junky   | 3:34 |
| 2.                    | 「DEEP INSIDE OF PRIVATE ILLUSION」 | Junky     | Junky      | Junky   | 4:19 |
| 3.                    | 「Blowback」                        | Junky     | Junky      | Junky   | 3:59 |
| 4.                    | 「篝火」                            | Junky     | Junky      | Junky   | 5:15 |
| 5.                    | 「桔梗」                            | Junky     | Junky      | Junky   | 5:29 |
| 6.                    | 「メランコリック」                  | Junky     | Junky      | Junky   | 3:42 |
| 7.                    | 「夕花火」(Acoustic ver.)           | Junky     | Junky      | [TEST]  | 4:45 |
| 8.                    | 「ZIGG-ZAGG」(8#Prince bye*2 Remix) | Junky     | Junky      | 八王子P | 4:07 |
| 合計時間:             | 合計時間:                           | 合計時間: | 35:10      |         |      |